# Alishing (huyện)
Alishing là một huyện thuộc tỉnh Laghman, Afghanistan. Dân số thời điểm năm 1999 là 60,858 người.